# Québec-Ouest-et-Sud
Pour les articles homonymes, voir Québec (homonymie).
Québec-Ouest-et-Sud fut une circonscription électorale fédérale située dans la Région de Québec au Québec. 
Elle fut représentée de 1935 à 1949.
La circonscription a été créée en 1933 à partir de Québec-Sud et de Québec-Ouest. Abolie en 1947, elle fut fusionnée à la circonscription de Québec-Ouest.

## Géographie
En 1933, la circonscription de Québec—Montmorency comprenait:
- Une partie de la cité de Québec
- La ville de Québec-Ouest
- La municipalité de La Petite-Rivière

## Député
1. 1935-1949 — Charles Parent, PLC

- PLC = Parti libéral du Canada